# Alain Cuny
Alain Cuny, teljes születési nevén René Xavier Marie Alain Cuny (Saint-Malo, Bretagne, 1908. július 12. – Párizs 14. kerülete, 1994. május 17.), a kezdetektől Jean Vilar művésztársa a párizsi Théâtre national populaire társulatában és az Avignoni Fesztiválon. Drámai és művészfilmekben szerepelt, Magyarországon is ismert alakítása a Fellini-Satyricon Lycas-a (1969), a Tűz a Monte Fiorón tábornoka (1970), az Emmanuelle Mariója (1974), a Kiváló holttestek Rasto bírója (1976) és az Angyali üdvözlet Vercors-ja (utóbbi filmet maga írta és rendezte is).

## Élete

### Származása, ifjúkora

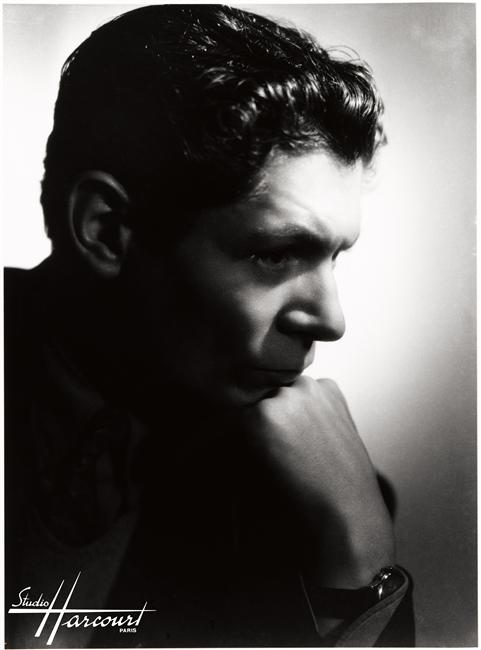
Képe 1945-ből (Harcourt fotóstúdió)

Saint-Malo kikötővárosban született 1908-ban. Apja Albert Cuny helybéli hivatalnok (avoué), anyja Marguerite Soudée volt. Alain Cuny-t egy igen szigorú nagynénje nevelte a normandiai Boucey-ben (ma Pontorson város része), később szülei beadták egy árvaházba, itt nőtt fel. Már kora ifjúságától kezdve tehetségesen rajzolt és festett. Igen korán, 1923-ban beiratták a párizsi Szépművészeti Főiskolára (École nationale supérieure des beaux-arts). Itt gyakran találkozott André Bretonnal, Roger Vitrac-kal, Antonin Artaud-val, Roger Blinnel, Robert Desnos-val és a szürrealista festők csoportjának más tagjaival. Pierre Reverdy író, színikritikus révén találkozott és barátságot kötött Georges Braque-kal és Pablo Picassóval is.
Díszleteket készített és plakátokat rajzolt színházak és filmkészítők számára, így pl. Georg Wilhelm Pabst német rendező 1925-ös A bánatos ucca c. némafilmjéhez és Jacques Feyder francia rendező 1926-os Gribiche c. némafilmjéhez is. Dolgozott Alberto Cavalcanti és Jean Renoir rendezők számára is. Emellett érdeklődött a pszichoanalízis iránt is, kisebb cikkeket írt, és Jacques Lacan pszichiáter lelkes tanítványa lett.

### Színművészi pályája
Egy ismerősén keresztül megismerkedett Charles Dullin színész-rendezővel, aki rávette, tanuljon drámai színészi mesterséget. Cuny az 1930-as évek második felétől lépett fel párizsi színpadokon, és szuggesztív játékával rögtön figyelmet keltett. 1939-ben Édouard Bourdet drámaíró, a párizsi Comédie-Française vezetője leszerződtette Racine: Phaedra című drámájához, amelyben Marie Bell oldalán játszhatott volna, de ezt a bemutatót a világháború kitörése meghiúsította.
Ugyanekkor kapta első filmszerepeit is. Első szerepét egy náciellenes dokumentatív filmben játszotta, Alexandre Ryder rendező Après Mein Kampf mes crimes című művében, ahol Cuny a A Reichstag felgyújtásával vádolt személyt, Marinus van der Lubbét alakította. A filmet 1940 márciusában, röviddel a Franciaország elleni német hadjárat előtt mutatták be.
A Vichy-Franciaország éveiben kis mellékszerepekben jelent meg, Jean Grémillon rendező Vontatók és Roger Richebé rendező Madame Sans-Gêne filmjeiben. 
A „nagy áttörést” 1942-ben Marcel Carné rendező A sátán követei c. filmjének főszerepe hozta el számára, itt Cuny egy középkori dalnokot játszott, aki lepaktált az ördöggel. 1943-ban a Jean Cocteau művéből készült Kísértetbáró címszerepét kapta (a filmet Serge de Poligny rendezte, és maga Cocteau is szerepelt benne).
A háború éveiben találkozott Paul Claudel íróval, aki 1944-ben őt választotta Anne de Vercors szerepére az Angyali üdvözlet c. színművéhez. Cuny ekkor vált Claudel nagy rajongójává, e szenvedély élete végéig elkísérte.
A háború után Cuny rendszeresen szerepelt az Avignoni Fesztiválon és tagja lett az ekkor még Párizsban működő Théâtre national populaire társulatának, Jean Vilar rendező-igazgató keze alatt, ahol Shakespeare, Anouilh, Sartre, Pirandello, Claudel színműveiben szerepelt. Közben folyamatosan megjelent francia és olasz filmekben. Első olasz filmszerepét 1950-ben játszotta Curzio Malaparte rendező A tiltott Krisztus-ában. 
Dolgozott Michelangelo Antonionival (Hölgy kaméliák nélkül, 1953) és Federico Fellinivel (Az édes élet, 1959). 
1956-ban az ördögi Frollo szerepét játszotta Jean Delannoy rendező A párizsi Notre-Dame-jában.
Az 1950-es évek végén csatlakozott Jean-Louis Barrault társulatához, itteni legfontosabb szerepét, Simon Agnelt játszotta el Paul Claudel Aranyfej (Tête d’or) színművében.
1960-ban, az algériai háború alatt Cuny is aláírta a „121-ek manifesztumát” (Manifeste des 121), amely a katonai szolgálat megtagadásának jogát védelmézte.
1969-ben Lycas szerepében tűnt fel Fellini Satyriconjában. A szerepet először Danny Kaye-nek kínálták, de ő elutasította.
1974-ben az Emmanuelle c. szexfilmben ő volt Mario, a szabad szerelem apostola. E szerepében bőségesen osztotta a nézőknek Gaston Bachelard szürracionális idézeteit. A bírálatokat lerázta: „Nem számít, hogy olyanok becsüljenek, akiket én nem becsülök.”
Az 1970-es évek közepétől megjelenései ritkultak. Az Avignoni Fesztiválon irodalmi felolvasásokat tartott, szerepelt Francesco Rosi és Jean-Luc Godard filmjeiben. 1988-ban a Camille Claudel c. filmben Paul és Camille Claudel apját, Louis-Prosper Claudelt alakította, teljesítményéért jelölték a legjobb férfi mellékszereplőnek járó César-díjra.
82 éves korában belevágott a filmrendezésbe is. Paul Claudel színműve alapján megírta és elkészítette az Angyali üdvözlet című filmet, amelyben maga is szerepelt. Utolsó filmszerepét Edouard Niermans rendező 1992-es filmjében, a Casanova visszatér-ben játszotta, a címszereplő Alain Delon társaságában.

### Magánélete, elhunyta
1962-ben feleségül vette Marie-Blanche Guidicellit, 1969-ben elváltak. Cuny 1994. május 17-én hunyt el Párizsban. Gyászszertartását a párizsi Szent Rókus (Saint-Roche) templomban tartották, ahol Jean Négroni színész és rendező mondott emlékező beszédet. Cuny az Yvelines megyei Civry-la-Forêt temetőjében nyugszik.

## Főbb filmszerepei
- 1940: Après Mein Kampf mes crimes; Marinus van der Lubbe
- 1941: Madame Sans-Gêne; Roustan
- 1941: Vontatók (Remorques); matróz
- 1942: A sátán követei (Les visiteurs du soir); Gilles, a dalnok
- 1943: A kísértetbáró (Le baron fantôme); Hervé
- 1946: Solita de Cordoue; Pierre Desluc
- 1951: A tiltott Krisztus (Il Cristo proibito); Mastro Antonio
- 1952: Vörösingesek – Anita Garibaldi (Camicie rosse); Bueno
- 1953: Hölgy kaméliák nélkül (La signora senza camelie); Lodi
- 1953: Adrienne Mesurat; tévéfilm; Doktor Maurecourt
- 1953: Les crimes de l’amour; 1. rész: Mina de Vanghel; De Larçay úr
- 1956: A párizsi Notre-Dame (Notre-Dame de Paris); Claude Frollo
- 1956: Beau sang; tévéfilm; Pierre d’Aumont templomos lovag
- 1958: Szeretők (Les amants); Henri Tournier
- 1960: Az édes élet (La dolce vita); Steiner
- 1962: La croix des vivants; Von Eggerth báró
- 1963: Banánhéj (Peau de banane); Hervé Bontemps
- 1963: La corruzione; Leonardo Mattioli
- 1965: Astataïon ou Le festin des morts; Jean de Bréboeuf
- 1969: Tejút (La voie lactée); sapkás férfi  - - - BUNUEL
- 1969: Fellini-Satyricon (Fellini - Satyricon); Licas
- 1970: Tűz a Monte Fiorón (Uomini contro); Leone tábornok
- 1971: Valparaiso, Valparaiso; Balthazar Lamarck-Caulaincourt
- 1972: Az audiencia (L’udienza); jezsuita atya
- 1972: A mester és Margarita (Il maestro e Margherita); Woland professzor / Sátán
- 1972: Antigoné; tévéfilm; a korifeus (kórusvezető)
- 1974: Fehér asszonyt ne érints! (Touche pas à la femme blanche); Ülő Bika indián főnök
- 1974: La rosa rossa; főszereplő
- 1974: Emmanuelle; Mario
- 1975: Irene, Irene; Guido Boeri
- 1976: Kiváló holttestek (Cadaveri eccellenti); Rasto bíró
- 1978: Diktátor az Antillákról (El recurso del método); az akadémikus
- 1978: Roland éneke (La chanson de Roland); Turpin / szerzetes
- 1979: Krisztus megállt Ebolinál (Cristo si è fermato a Eboli); Nicola Rotunno báró
- 1978–1979: Öregek és fiatalok (I vecchi e i giovani); Ippolito Laurentano herceg
- 1979: Le journal; tévé-minisorozat; Fernand Wilchaint
- 1980: Semmelweis; tévéfilm; Skoda professzor
- 1980: Szamárbőr (La peau de chagrin); tévéfilm; a régiségkereskedő
- 1982: Az idő urai (Les maîtres du temps); animációs; Xul hangja
- 1982: Deuil en vingt-quatre heures; tévé-minisorozat; Carvin ezredes
- 1984: Buio nella valle; tévé-minisorozat; Luigi
- 1985: Il corsaro; tévé-minisorozat; Prete
- 1985: Détective; öreg maffiafőnök
- 1985: Két fogoly (I due prigionieri); tévéfilm; Almády professzor
- 1987: Polip – Az utolsó titok (La piovra); tévésorozat; Nicola Antinari
- 1987: Egy előre bejelentett gyilkosság krónikája (Cronaca di una morte annunciata); özvegyember
- 1987: Különös táj (Das weite Land); Aigner
- 1988: La coscienza di Zeno; idős Alfio Cosini
- 1988: Camille Claudel; Louis-Prosper Claudel
- 1989: La nuit de l’éclusier; Gutberg
- 1990: Les chevaliers de la table ronde; Merlin
- 1991: Angyali üdvözlet (L’annonce faite à Marie); Anne Vercors – szereplő, rendező és forgatókönyvíró is.
- 1992: Casanova visszatér (Le retour de Casanova); a márki
- 1995: La famiglia Ricordi; tévé-minisorozat; Giovanni Paisiello